# Новалеза
Новалеза (італ. Novalesa, п'єм. Novalèisa) — муніципалітет в Італії, у регіоні П'ємонт,  метрополійне місто Турин.
Новалеза розташована на відстані близько 580 км на північний захід від Рима, 60 км на захід від Турина.
Населення — 540 осіб (2017).

## Демографія
Населення за роками:

Станом на 1 січня 2023 року в муніципалітеті офіційно проживало 11 іноземців з 3 країн, серед них 10 громадян країн Євросоюзу.

## Сусідні муніципалітети
- Бессан (Франція)
- Ланлебур-Мон-Сені (Франція)
- Момпантеро
- Монченізіо
- Уссельйо
- Венаус